# نیمرخ حرکتی کستنبرگ
نیمرخ حرکتی کستنبرگ (KMP) یک نظام مشاهده و تحلیل حرکت است که برای ارزیابی افراد در همهٔ سنین از جمله در دوران جنینی مورد استفاده قرار می‌گیرد. این نظام تحلیل حرکت توسط جودیت کستنبرگ و همکارانش شکل گرفته‌است.

## شرح
نیمرخ حرکتی کستنبرگ به‌عنوان یک نیمرخ روان‌شناختی، ساختار یافته‌است؛ که از طریق ثبت و ترسیم کردن حرکات بدن به دست می‌آید. همان‌طور که لومان و فولی در سال ۱۹۹۶ بیان کرده‌اند: «... تجربه‌ها در بدن ذخیره می‌شوند و در حرکات بدن منعکس می‌شوند.»
نیمرخ حرکتی کستنبرگ به منظور انعکاس دو خط از تحول، سازمان یافته‌است. نظام ۱ بر جریان تنود- کوشش متمرکز است: خط تحولی که پویایی‌های حرکت را توصیف می‌کند. نظام ۲ یعنی خط تحولی شکل‌گرفتن شکل- جریان، که تحول ارتباطی و ساختار حرکات را توصیف می‌کند. در نیمرخ حرکتی کستنبرگ، نمودارهای هر نظام بر مبنای الگوهای تحولی مشاهده‌شده چیده شده‌اند؛ بنابراین در صفحهٔ نیمرخ حرکتی کستنبرگ، پس از کیفیت‌های حرکتی که در بالای نیمرخ آمده‌اند (مثل پیش‌کوشش‌ها)، کیفیت‌های حرکتی تحول‌یافته‌تری (مانند کوشش‌ها) می‌آیند. [به‌طور کلی یعنی در چیدمان نمودارهای نیمرخ حرکتی یک ترتیب تحولی حاکم است]. در این ساختار هشت نمودار وجود دارد که به طبقه‌های کیفیت حرکت ویژه‌ای اختصاص یافته‌اند. به‌عنوان مثال، یک نمودار برای کوشش‌ها است. با نگاه کردن به نمودار مربوط به کوشش‌ها می‌توانیم فراوانی کیفیت‌های کوشش خاص استفاده شده در حرکات یک فرد را ببینیم؛ بنابراین، اگرچه یک ضربهٔ مشت دربرگیرندهٔ کیفیت‌های مستقیم، نیرومند و سریع است، اما یک فرد می‌تواند با استفاده از کیفیت حرکتی غیرمستقیم مشت بزند.
گروه پژوهشی نیمرخ حرکتی کستنبرگ متوجه شدند به موازاتی که نوزادان رشد می‌کنند، خزانهٔ حرکتی آن‌ها گسترش می‌یابد و کیفیت‌های حرکتی به‌خصوصی بر اساس مراحل تحولی، شخصیت فردی و تجاربشان، در آن‌ها فراوانی بیش‌تر یا کم‌تری پیدا می‌کنند.
یک پژوهش در سال ۲۰۰۷ چنین نتیجه گرفت که استفاده از نیمرخ حرکتی کستنبرگ به‌عنوان یک دریچهٔ نظریه‌ای و ابزار روش‌شناختی برای ارزیابی و سنجش پدیده‌های روان‌شناختی در بزرگسالان نیز سودمند است. کاچ نیز در مطالعه‌ای که در سال ۲۰۱۴ انجام داد، نتیجه گرفت که یک تأثیر قابل توجه از حرکات پویا در نگرش‌ها و عواطف بزرگسالان وجود دارد.

## رویکردهای روش‌شناختی
از نیمرخ حرکتی کستنبرگ می‌توان به‌عنوان یک ابزار توصیفی استفاده کرد. این کار، با به تصویر کشیدن فراوانی استفاده از کیفیت‌های حرکتی به‌خصوص، بدون ارجاع دادن به هیچ جهت‌گیری نظریه‌ای خاصی، صورت می‌گیرد. با این حال، یک تحلیل‌گر نیز ممکن است از نیمرخ حرکتی کستنبرگ در شکل‌دادن به فرضیه‌ها و پیش‌بینی‌ها بر اساس داده‌های توصیفی استفاده کند. از میان رویکردهای گوناگون می‌توان به موارد زیر اشاره کرد: ۱. ارزیابی نحوهٔ تطابق فرد با الگوی تحولی‌ای که معمولاً در خرده‌فرهنگ او وجود دارد. ۲. ارزیابی این‌که چگونه کیفیت‌های حرکتی یک فرد در ترکیب‌های موزون یا هماهنگ و ناهماهنگ مورد استفاده قرار می‌گیرند. ۳. مقایسهٔ نیمرخ‌های حرکتی دو نفر با هم به منظور ارزیابی این‌که چگونه الگوهای حرکتی آن‌ها با هم ارتباط پیدا می‌کنند. ۴. تحلیل نیمرخ حرکتی نیمرخ فراروان‌شناختی آنا فروید با تأکید و تمرکز شدید آن بر تحول.
پژوهشگران، درمانگران، مردم‌شناسان و متخصصان حرکت از نیمرخ حرکتی کستنبرگ از خلال چارچوب‌های نظریه‌ای خودشان استفاده می‌کنند.

## فرهنگ و زمینه یا بافت
فرانسیس لابیر (۲۰۰۱)، کریستین کالدول (۲۰۱۰)، کستنبرگ عمیقی (۱۹۹۰) و دیگران بر اهمیت تأثیرات فرهنگی در مطالعه و تحلیل الگوهای حرکتی اشاره کرده‌اند. ما می‌توانیم یک ارزیابی مقدماتی از سوگیری فرهنگی نیمرخ حرکتی کستنبرگ در سطوح متفاوت کاربرد آن انجام دهیم. به‌عنوان یک ابزار کاملاً توصیفی، حداقل سوگیری فرهنگی در نیمرخ حرکتی کستنبرگ وجود دارد. ممکن است کیفیت‌های حرکتی به‌خصوصی، از نیمرخ حرکتی کستنبرگ بیرون گذاشته شدند که این امر فرهنگِ سازندگان آن را منعکس می‌کند. با این حال، تمرکز بر کیفیت‌های حرکتی ابتدایی که کارکرد همگانی یا جهانی دارند (مانند مکیدن، گاز گرفتن، ادرار کردن و زایمان کردن) درجهٔ جهانشمول بودن این نیمرخ و ارتباط آن با فرهنگ‌های مختلف را بالا می‌برد. با این حال، اگر از توصیف فراتر رویم، سطح سوگیری فرهنگی افزایش می‌یابد. یکی از قضاوت‌های فرهنگی زیربنای نیمرخ حرکتی کستنبرگ این است که دسترسی به طیف وسیع و نسبتاً متعادلی از الگوهای حرکتی در بزرگسالان، فارغ از زمینهٔ فرهنگی آن‌ها، قابلیت انطباق و سلامت بیش‌تری را به آن‌ها می‌دهد. زمانی‌که یک فرد به منظور مقایسه با هنجارهای تحولی یا دستیابی به معانی روان‌شناختی، شروع به تفسیر یا ارزیابی یک نیمرخ حرکتی می‌کند، تأثیرات فرهنگی مشکل آفرین می‌شوند.
نیمرخ حرکتی کستنبرگ به خوبی در زمینه‌های فرهنگی به کار گرفته می‌شود که هنجارهای تحولی در آن‌ها موجودند برای مثال، کستنبرگ عمیقی (۲۰۰۸) استعاره‌های مربوط به حرکت را در هشت زبان مختلف مقایسه کرد. او دریافت که چنین استعاره‌هایی در چندین زبان اروپایی نسبتاً شبیه هستند اما در زبان‌هایی که از نظر تاریخی جدا هستند، بسیار متفاوتند. برخی معانی که برای یک انگلیسی زبان آشکار می‌شوند در واقع از نظر فرهنگی شکل گرفته‌اند. مثلاً در زبان انگلیسی ما اغلب کوچک کردن بدن را با احساس ناچیز و بی‌اهمیت بودن و تبعیت تداعی می‌کنیم و بدن خود را بزرگ کردن را با احساس غرور، افتخار یا اهمیت تداعی می‌کنیم. با این حال، در زبان فارسی مورد اول چنین معنایی ندارد در حالی که دومی بسیار مورد استفاده قرار می‌گیرد.

## کاربردهای بالینی
نظام نیمرخ حرکتی کستنبرگ در مقطع کارشناسی ارشد به درمانگران رقص/حرکت به‌عنوان ابزاری برای انجام ارزیابی یا سنجش و مداخلهٔ بالینی بر روی مراجعان در سنین مختلف تدریس شده و به‌عنوان ابزار پژوهشی در شناسایی رفتارهای غیرکلامی جفت مادر-نوزاد و افسردگی مادر مورد استفاده قرار گرفته‌است.
نوزادان خزانهٔ گسترده‌ای از کیفیت‌های حرکتی دارند که به موازات ظهور هر یک از مراحل تحولی، این کیفیت‌ها پخته‌تر و رشدیافته‌تر می‌شوند. با این حال، الگوی تحولی کلی‌ای که در نیمرخ حرکتی کستنبرگ توصیف شده‌است، در هر فرد به اشکال مختلفی بروز پیدا می‌کند که در واقع منعکس‌کنندهٔ تفاوت‌های فردی است. خلق و خو یا سرشت، تأثیرات فرهنگی و تجارب بعدی در طول زمان، بدنی می‌شوند و منجر به شکل‌گیری سبک‌های حرکتی فردی می‌گردند. نیمرخ حرکتی کستنبرگ، برای درمانگران و افراد افقی به سوی درک ترجیح‌هایی که وجود دارند، می‌گشاید و فرصت‌هایی را برای رشد ابراز طیف گسترده‌تری از الگوهای حرکتی (در صورت تمایل) فراهم می‌آورد. رقص/حرکت‌درمانگران معتقدند که از طریق کار بر روی حرکات و گسترش دادن خزانهٔ حرکتی، تلویحات درمانی هم در سطح فیزیولوژیکی و هم در سطح روان‌شناختی ایجاد می‌شود. این‌که چه مقدار کیفیت حرکتی ظاهر یا محو می‌شود، محصول خلق و خو یا سرشت، تجربه‌ها، بافت یا زمینه و سن تحولی است؛ بنابراین تحلیلگر نیمرخ حرکتی کستنبرگ (یک رقص/حرکت‌درمانگر یا روان‌درمانگر) در نیمرخ یک فرد به درجهٔ انطباق با مرحلهٔ تحول، درجهٔ تعادل کیفیت‌های حرکتی و درجهٔ الگوگیری موزون هماهنگ در الگوی هنجاری فرهنگ آن فرد، نگاه می‌کند. 